# 브라보스 데 마르가리타
브라보스 데 마르가리타(Bravos de Margarita)는 베네수엘라 마르가리타섬 포르라마에 위치한 프로 야구팀이다. 베네수엘라 프로페셔널 베이스볼 리그 소속이며, 에스타디오 누에바 에스파르타 야구장을 홈구장으로 사용하고 있다. 아직까지 우승 기록은 없다. 1991년부터 1995년까지 페트로레로스 데 카비마스 , 1995년부터 1997년까지 파스토라 데 오시덴테 , 1997년부터 2007년까지 파스토라 데 로스 리아노스라는 이름으로 계속 구단명이 변경되어 왔고, 2007년부터 현재의 구단명을 사용하고 있다.

## 야구단 정보
| 감독   | 39 메우렌스 헨슬레이 |
| 코치   | 12 호세 랄구아실 · 14 알렉시스 인판테 · -- 르네 가르시아 · -- 22 아말리오 카레노 · 19 켈빈 마루도 |
| 투수   | 53 레오나르도 아스토르가 · 21 로날드 벨리사리오 · -- 에릭 버거 · 56 랍 프리슨 · 38 호수에 카레노 · 62 루이스 치리노스 · 15 안토니 클라그제트 · 32 르네 코르테즈 · -- 라이언 케츠너 · 63 맷 클린커 · 17 크리스티암 리나레스 · 20 안젤 마르줴즈 · 45 에드가 마르티네즈 · 48 유스메이로 페티트 · 53 마셀 프라도 · 35 루이스 라미레즈 · 59 조나단 라모스 · 71 로이스 링 · 40 라이언 타츠코 |
| 포수   | 24 헨리 블랑코 · 9 마누엘 피나 |
| 내야수 | 23 자비어 브리토 · 11 셴 버로우스 · 14 호세 카스티요 · 1 윌머 플로레스 · 8 알베르토 곤살레스 · 5 세사르 에르난데즈 · 51 막시밀라노 라미레즈 · 2 카를로스 로하스 18.루이스 히메네스 |
| 외야수 | 47 프랑크 디아스 · 16 프란치스코 리안드로 · 33 잭슨 멜리안 · 28 다비드 퍼랄타 · 7 르네 레이스 |